# Quyền LGBT ở Mông Cổ
Quyền đồng tính nữ, đồng tính nam, song tính và chuyển giới (tiếng Mông Cổ: Лесбиян, Гей, Бисексуал, Трансжендер) ở Mông Cổ không được hưởng đầy đủ các quyền mà những người không phải là người LGBT có được, mặc dù đã có những cải thiện đáng kể từ những năm 1990. Đồng tính luyến ái đã bị hình sự hóa ở Mông Cổ vào năm 1961 thông qua Bộ luật hình sự. Sau sự chuyển đổi hòa bình của Mông Cổ sang một nền dân chủ vào những năm 1990, đồng tính luyến ái đã được hợp pháp hóa và nhận thức về người LGBT đã trở nên phổ biến hơn. Tội ác kì thị và ngôn từ thù hận trên cơ sở xu hướng tính dục và bản dạng giới đã bị đặt ra ngoài vòng pháp luật ở nước này kể từ ngày 1 tháng 7 năm 2017. Tuy nhiên, các hộ gia đình do các cặp đồng giới đứng đầu không đủ điều kiện cho các biện pháp bảo vệ pháp lý tương tự dành cho các cặp khác giới.
Trung tâm LGBT (hoạt động từ năm 2007) tuyên bố "vận động cho quyền con người của người đồng tính nữ, đồng tính nam, song tính và chuyển giới ở Mông Cổ" là nhiệm vụ của nó. Đây là động cơ chính đằng sau những thay đổi chính sách và lập pháp ở quốc gia xung quanh quyền LGBT. Trong lịch sử, tổ chức nhân quyền đồng tính nam đầu tiên được thành lập vào tháng 3 năm 1999 và được gọi là Tavilan (có nghĩa là "định mệnh" trong tiếng Mông Cổ).

## Tính hợp pháp của hành vi tình dục đồng giới
Thành Cát Tư Hãn đã cấm các hành vi đồng tính luyến ái ở Đế quốc Mông Cổ và làm cho họ bị trừng phạt bằng cái chết, với hy vọng mở rộng dân số Mông Cổ khoảng 1,5 triệu người vào thời điểm đó, trong khi đối thủ Tống, thống trị trung tâm ngày nay Trung Quốc, là 100 triệu mạnh.
Khalkha Mongols, giống như nhiều người Siberia đầu tiên, đánh giá cao về khả năng sinh sản khác giới, tình yêu và giao hợp và do đó xem các vấn đề đồng tính luyến ái là một loại gớm ghiếc.
Sau khi bị hình sự hóa vào năm 1961, tất cả các đề cập về đồng tính luyến ái đã bị xóa khỏi Bộ luật hình sự Mông Cổ năm 1993, hợp pháp hóa hiệu quả hoạt động tình dục đồng giới tư nhân và đồng thuận. Độ tuổi đồng ý là 16, bất kể xu hướng tình dục.

## Công nhận mối quan hệ đồng giới
Hôn nhân được định nghĩa là một thể chế dị hóa trong Điều 16 (11) Hiến pháp Mông Cổ như:
"Hôn nhân dựa trên sự bình đẳng và đồng thuận của một người đàn ông và một người phụ nữ đã đến tuổi được xác định bởi pháp luật. Nhà nước bảo vệ lợi ích của gia đình, làm mẹ và con." Mối quan hệ đồng tính không được công nhận theo luật Mông Cổ.

## Chống phân biệt đối xử và pháp luật tội phạm kì thị
Cho đến gần đây, bạo lực và phân biệt đối xử đối với người LGBT ở Mông Cổ là khá phổ biến và thường không được báo cáo cho cảnh sát. Năm 2001, một phụ nữ đồng tính nữ bị hai người đàn ông cưỡng hiếp, bắt cóc và đâm. Năm 2009, một nhóm cực kỳ dân tộc neo-Nazi đã bắt cóc ba phụ nữ chuyển giới và tấn công tình dục họ. Không có tội ác nào trong số này được báo cáo cho cảnh sát vì sợ nạn nhân. Vào tháng 2 năm 2014, một người đàn ông đồng tính đã bị tấn công tình dục bởi một nhóm phát xít mới. Sau sự phản đối của cộng đồng từ cộng đồng LGBT và các tổ chức xã hội dân sự, Chính phủ Mông Cổ tuyên bố vào tháng 5 năm 2014 rằng họ sẽ xem xét luật chống phân biệt đối xử để bảo vệ người LGBT.
Vào ngày 3 tháng 12 năm 2015, Quốc hội Mông Cổ đã thông qua Bộ luật hình sự mới nghiêm cấm tội phạm kì thị, với các căn cứ được bảo vệ bao gồm khuynh hướng tình dục, bản sắc giới tính và tình trạng sức khỏe. Bộ luật hình sự có hiệu lực đã được lên kế hoạch vào ngày 1 tháng 9 năm 2016, tuy nhiên, Nội các mới được bầu đã hoãn ngày 1 tháng 7 năm 2017. Vào tháng 8 năm 2017, Trung tâm LGBT đã bắt đầu đào tạo hơn 100 sĩ quan cảnh sát về tội ác đáng ghét và cách xử lý đúng xử lý chúng.

## Bản dạng và biểu hiện giới
Một sửa đổi được thực hiện vào tháng 6 năm 2009 thành Điều 20 (1) của Luật Đăng ký dân sự (tiếng Mông Cổ: Улсын бүртгэлийн ерөнхий хууль) cho phép người chuyển giới thay đổi giới tính hợp pháp của họ trên giấy khai sinh hoặc thẻ căn cước công dân theo thủ tục y tế để khẳng định giới tính mới của họ.
Tội ác kì thị và ngôn từ thù hận trên cơ sở bản dạng giới bị đặt ra ngoài vòng pháp luật trong nước.

## Điều kiện sống
Hiện tại, người LGBT thiếu tầm nhìn ở Mông Cổ. Năm 2009, sau hơn 10 lần thất bại, Chính phủ Mông Cổ đã đăng ký Trung tâm LGBT (tiếng Mông Cổ: ЛГБТ төв), tổ chức nhân quyền LGBT phi chính phủ duy nhất. Ban đầu, Cơ quan đăng ký nhà nước từ chối đăng ký tổ chức này vì nó "mâu thuẫn với phong tục và truyền thống của người Mông Cổ và có khả năng làm gương sai cho thanh thiếu niên."
Ngày quốc tế chống lại kì thị đồng tính, song tính và chuyển giới đã được tổ chức tại Mông Cổ từ năm 2011, với các sự kiện được tổ chức bởi Trung tâm LGBT. Năm 2013, tuần lễ Tự hào đầu tiên được tổ chức bởi các thành viên của cộng đồng LGBT. Kể từ năm 2014, Trung tâm LGBT đã tổ chức "Ngày bình đẳng và tự hào" hàng năm để thúc đẩy không phân biệt đối xử và bình đẳng.
Có một quán bar đồng tính ở Ulaanbaatar, và nhiều nhóm LGBT đã xuất hiện trong những năm qua. Nhóm LGBT đầu tiên, Tavilan (tiếng Mông Cổ: тавилан), được thành lập vào năm 1999 và đã đăng ký thành công như một tổ chức phi chính phủ, nhưng đã bị thu hồi giấy phép vào năm 2000. Nó tiếp tục hoạt động không chính thức. Tổ chức nhân quyền dành cho phụ nữ đồng tính đầu tiên, MILC, được thành lập vào tháng 12 năm 2003 sau khi các nhà sáng lập của Tavilan thất bại trong việc tái lập quy định của mình để bao gồm các cộng đồng phụ khác trong cộng đồng LGBT. Tổ chức Zaluus Eruul Mend được thành lập năm 2003 để tiếp tục công việc phòng chống HIV của Tavilan.
Sự thiếu hiểu biết về các vấn đề LGBT có xu hướng khá nổi bật trong xã hội Mông Cổ. "Không có rào cản tôn giáo nghiêm trọng" đối với đồng tính luyến ái, vì tôn giáo thống trị, Phật giáo Tây Tạng, im lặng về đồng tính luyến ái. Thật vậy, homophobia được coi là một hình thức của chủ nghĩa dân tộc, vì nhiều người Mông Cổ tin rằng đồng tính luyến ái là một "sản phẩm của phương Tây".

### Liên Hợp Quốc
Mông Cổ đã hỗ trợ các cải cách LGBT mang tính bước ngoặt tại Liên Hợp Quốc. Năm 2011, họ đã ký "tuyên bố chung về chấm dứt các hành vi bạo lực và vi phạm nhân quyền liên quan dựa trên xu hướng tính dục và bản dạng giới" tại Liên Hợp Quốc, lên án bạo lực và phân biệt đối xử đối với người LGBT. Năm 2016, nó đã hỗ trợ việc bổ nhiệm một chuyên gia độc lập để xác định nguyên nhân gây ra bạo lực và phân biệt đối xử đối với người LGBT và tìm cách bảo vệ họ.

## Bảng tóm tắt
| Hoạt động tình dục đồng giới hợp pháp                                                                                       | (Từ năm 1993) |
| Độ tuổi đồng ý | (Từ năm 1993) |
| Luật chống phân biệt đối xử chỉ trong việc làm                                                                              | No            |
| Luật chống phân biệt đối xử trong việc cung cấp hàng hóa và dịch vụ                                                         | No            |
| Luật chống phân biệt đối xử trong tất cả các lĩnh vực khác (bao gồm phân biệt đối xử gián tiếp, ngôn từ kích động thù địch) | (Từ năm 2017) |
| Luật tội phạm kì thị bao gồm khuynh hướng tình dục và bản dạng giới                                                         | (Từ năm 2017) |
| Hôn nhân đồng giới | No            |
| Công nhận các cặp đồng giới                                                                                                 | No            |
| Con nuôi của các cặp vợ chồng đồng giới                                                                                     | No            |
| Con nuôi chung của các cặp đồng giới                                                                                        | No            |
| Người LGBT được phép phục vụ công khai trong quân đội                                                                       | Unknown       |
| Quyền thay đổi giới tính hợp pháp                                                                                           | (Từ năm 2009) |
| Truy cập IVF cho đồng tính nữ                                                                                               | No            |
| Mang thai hộ thương mại cho các cặp đồng tính nam                                                                           | No            |
| NQHN được phép hiến máu | Unknown       |